# David Murphy
Pour le joueur de baseball, voir David Murphy (baseball).
David Paul Murphy est un ancien footballeur anglais né le 1er mars 1984 à Hartlepool. Il évoluait au poste d'arrière gauche. Son dernier club était Birmingham City. Il a auparavant joué pour Middlesbrough et Hibernian en Écosse.

## Carrière
- 2001-2004 :  Middlesbrough FC
  - 2004 :  Barnsley FC (prêt)
- 2004-2008 :  Hibernian FC
- 2008-2014 :  Birmingham City FC[1]

## Palmarès
- Hibernian FC
  - Vainqueur de la Scottish League Cup : 2007